# Баррі Мойр
Баррі Мойр (англ. Barry Moir; нар. 1 червня 1963) — колишній південноафриканський тенісист.
Найвищу одиночну позицію світового рейтингу — 92 місце досяг 28 липня 1986, парну — 163 місце — 24 листопада 1986 року.
Найвищим досягненням на турнірах Великого шолома було 3 коло в одиночному розряді.

## Титули на челленджерах

### Одиночний розряд: (3)
| Ранг | Рік  | Турнір                        | Покриття | Суперник          | Рахунок       |
| ---- | ---- | ----------------------------- | -------- | ----------------- | ------------- |
| 1.   | 1985 | Віннетка (Іллінойс), США      | Тверде   | Гаролд Соломон    | 2–6, 7–5, 6–2 |
| 2.   | 1988 | Vilamoura, Португалія         | Тверде   | Стефан Бонно      | 6–1, 6–2      |
| 3.   | 1988 | Ролі (Північна Кароліна), США | Ґрунт    | Тобіас Свантессон | 6–1, 6–2      |

### Парний розряд: (1)
| Ранг | Рік  | Турнір              | Покриття | Партнер        | Суперники              | Рахунок       |
| ---- | ---- | ------------------- | -------- | -------------- | ---------------------- | ------------- |
| 1.   | 1987 | Ешторіл, Португалія | Ґрунт    | Джанлука Поцці | Гілад Блюм Ніклас Крон | 6–4, 3–6, 7–6 |